# Potteries derby
Le Potteries derby est le nom donné au derby entre les clubs de Port Vale et de Stoke City. Cette rivalité se réfère à l'antagonisme entre les principaux clubs de football de Stoke-on-Trent, en Angleterre.
Le bilan des confrontations est à l'avantage de Stoke City qui a gagné 101 matchs, contre 44 pour Port Vale.
Le palmarès des deux clubs confirme cet avantage : en effet, Stoke City a remporté 8 titres dans des compétitions nationales, alors que Port Vale en a remporté 5 dans des compétitions nationales.

## Histoire
La première confrontation entre les deux équipes eut lieu lors de la Staffordshire Senior Cup, disputé le 2 décembre 1882 à Westport Meadows. L'équipe de Port Vale, encore méconnue du grand public, réussit à arracher le match nul (1-1).
 
Le match retour fut à l'avantage de Stoke qui domina largement Port Vale (5-1), grâce notamment à un quadruplé de George Shutt.

Il aura fallu 17 matchs pour que Vale gagne ce derby, le 29 mars 1890, sur le score de 2-1.
Le premier affrontement en championnat remonte au 6 mars 1920. Le match s'est terminé sur le score de 3-0 en faveur de Stoke.

## Statistiques
|                          | Victoires de S. City | Matchs nuls | Victoires de P. Vale | Buts de S. City | Buts de P. Vale |
| ------------------------ | -------------------- | ----------- | -------------------- | --------------- | --------------- |
| Championnat              | 42                   | 36          | 36                   | 156             | 147             |
| FA Cup                   | 3                    | 3           | 3                    | 14              | 13              |
| Johnstone's Trophy       | 0                    | 1           | 2                    | 2               | 5               |
| Amical / Coupes mineures | 0                    | 0           | 1                    | 2               | 3               |
| Total                    | 45                   | 40          | 42                   | 174             | 168             |

## 10 dernières confrontations en championnat
| Stade             | Date              | Affluence | Vainqueur  | Score |
| ----------------- | ----------------- | --------- | ---------- | ----- |
| Victoria Ground   | 27 août 1995      | 14 283    | Port Vale  | 0-1   |
| Vale Park         | 12 mars 1996      | 16 737    | Port Vale  | 1-0   |
| Vale Park         | 13 octobre 1996   | 14 396    | Match nul  | 1-1   |
| Victoria Ground   | 20 avril 1997     | 16 426    | Stoke City | 2-0   |
| Britannia Stadium | 12 octobre 1997   | 20 125    | Stoke City | 2-1   |
| Vale Park         | 1er mars 1998     | 13 853    | Match nul  | 0-0   |
| Vale Park         | 17 septembre 2000 | 8 948     | Match nul  | 1-1   |
| Britannia Stadium | 17 février 2001   | 22 133    | Match nul  | 1-1   |
| Vale Park         | 21 octobre 2001   | 10 344    | Match nul  | 1-1   |
| Britannia Stadium | 10 février 2002   | 23 019    | Port Vale  | 0-1   |

## Trophées remportés
| Compétition            | Port Vale | Stoke City |
| ---------------------- | --------- | ---------- |
| 2e division            | 0         | 2          |
| 3e division            | 2         | 2          |
| 4e division            | 1         | 0          |
| Football League Cup    | 0         | 1          |
| Football League Trophy | 2         | 2          |
| Total                  | 5         | 7          |